# Велика Коша
Велика Коша (рус. Большая Коша) река је на северозападу европског дела Руске Федерације. Протиче преко централних делова Тверске области, и лева је притока реке Волге и део басена Каспијског језера. Протиче преко територија Кувшиновског и Селижаровског рејона.
Укупна дужина водотока је 88 km, површина сливног подручја 763 km², а просечан проток воде у зони ушћа око 5,9 m³/s. Њена најважнија притока је река Ворчала (дужине 33 km).
Велика Коша свој ток почиње у мочварном подручју недалеко од засеока Ранцево у централним деловима Кувшиновског рејона.
У горњем делу тока то је река уског корита, ширине до 10 метара, доста је брза и кривудава, и у том делу тока тече у смеру југа. Од средњег дела тока скреће у правцу запада и шири се до 20–30 метара. У волгу се улива код села Велика Коша.